# Установлення влади Гетьманату в Харкові (1918)
Встановлення гетьманської влади у Харкові в 1918 році — комплекс подій в історії Харкова часів Української революції, пов'язаний з встановленням та присутністю української влади у Харкові в період з весни 1918 року і до початку 1919 року.

## Вступ німецьких та українських військ до міста

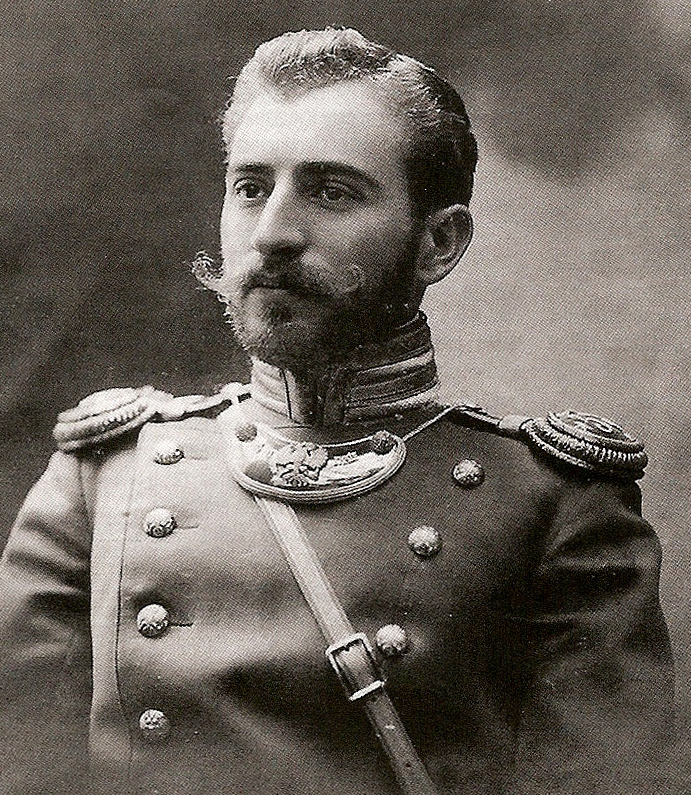
Командир Запорозького корпусу полковник П. Болбочан

9 лютого 1918 року між урядом УНР та німцями був підписаний Берестейський мирний договір, за яким визнавалась українська адміністрація над Харковом. На початку квітня 1918 року німецькі загони разом із військами УНР підійшли до Харкова з Полтави. 7 квітня у Харків по вулиці Катеринославській (нині вулиця Полтавський Шлях) вступив Запорізький корпус під командуванням полковника УНР Петра Болбочана, який за згодою генерала Олександра Натієва призначив тимчасовим харківським губернським військовим комендантом (з виконанням обов'язків губернського комісара) командира 4-го Запорозького полку імені Богдана Хмельницького полковника Олександра Шаповала. Одночасно місто покинув більшовицький уряд Артема, котрий переїхав спочатку в Луганськ, а потім 28 квітня 1918 року евакуювався за Дон у Росію.

## Утвердження влади гетьмана Скоропадського у Харкові

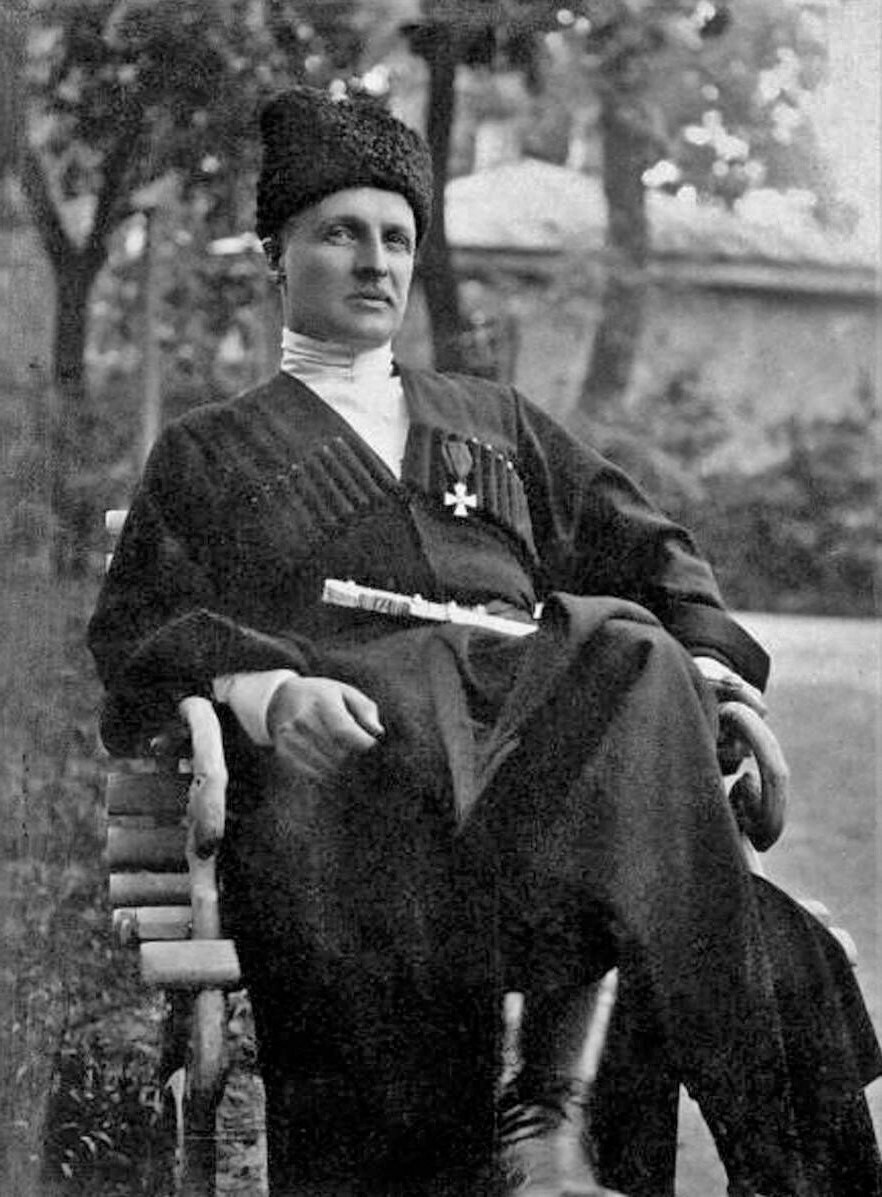
Гетьман української держави П. Скоропадський

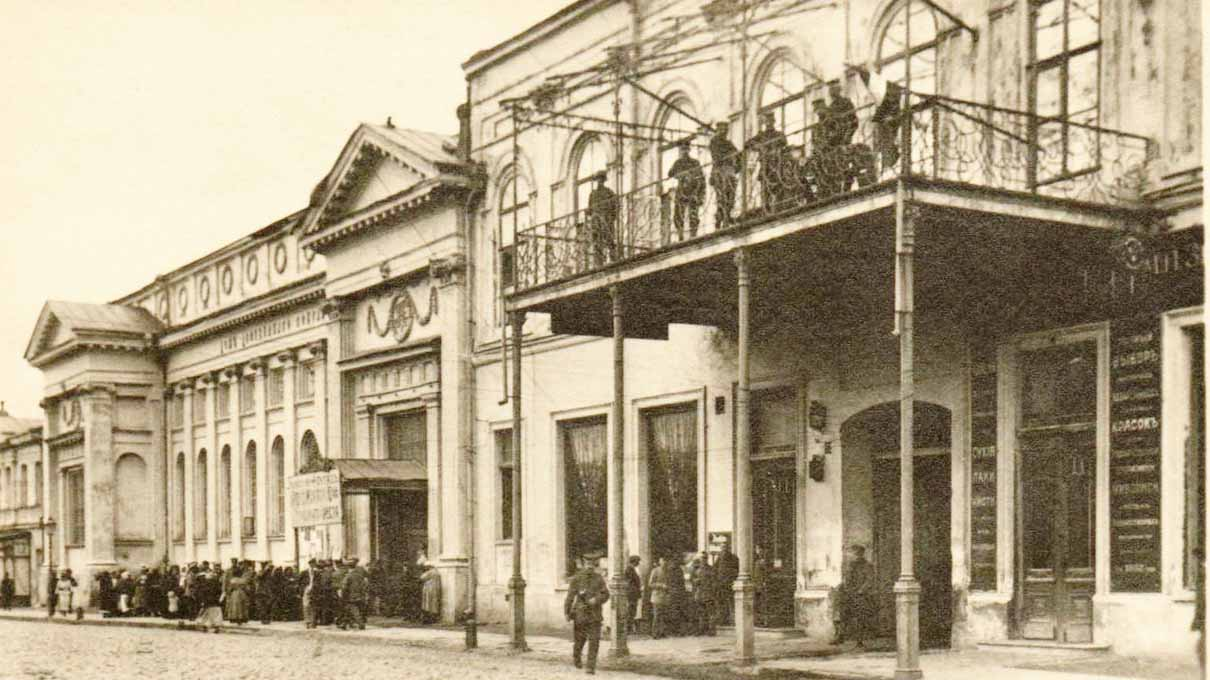
Німецька комендатура у будівлі Дворянського зібрання

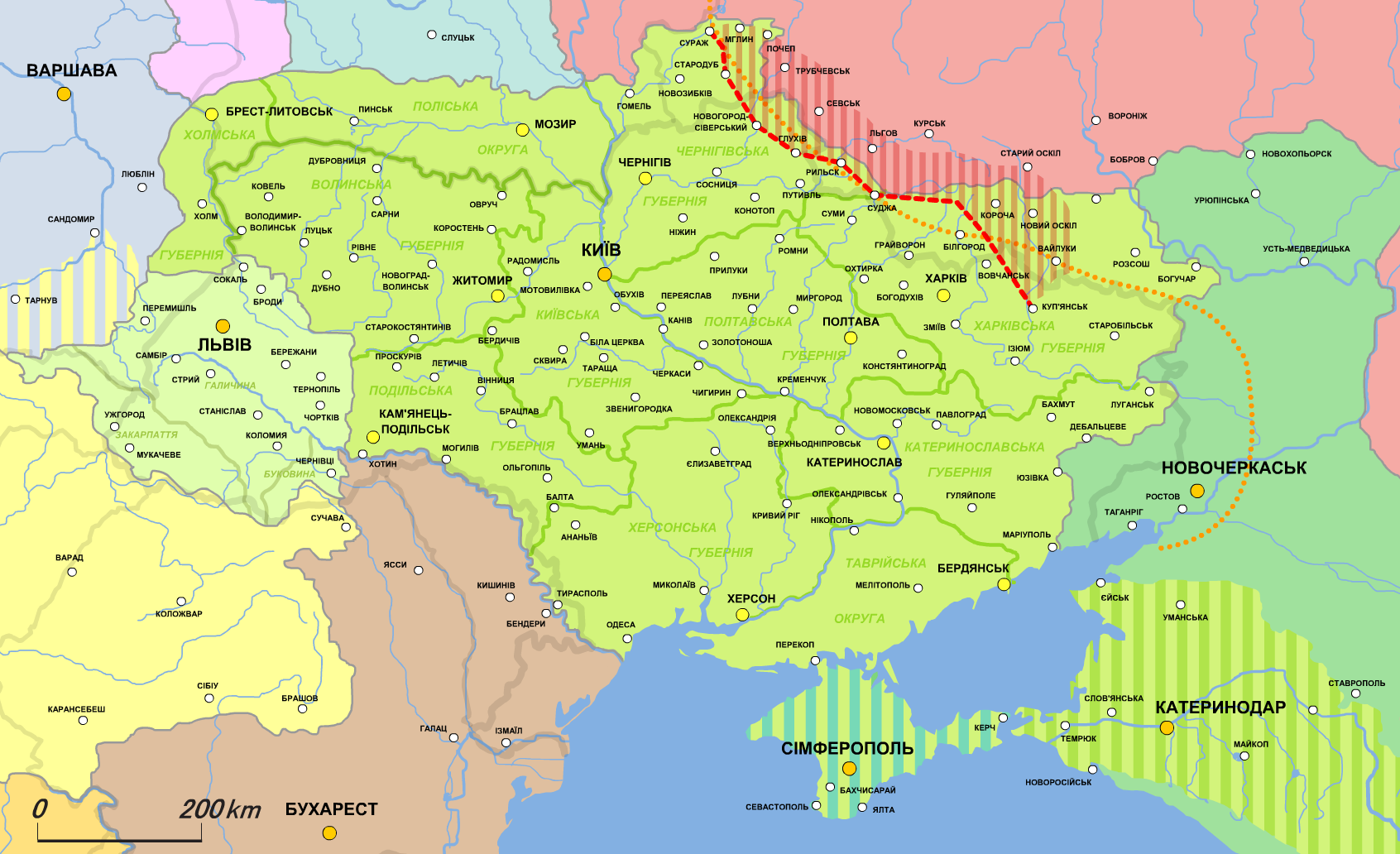
Карта Української держави (1918.V-XI)

28 квітня 1918 року німецьке командування здійснило арешт кількох членів Центральної Ради в Києві, і 29 квітня на Всеукраїнському з'їзді хліборобів була затверджена влада гетьмана Павла Скоропадського. Перші відомості про це привіз до Харкова професор Олександр Погодін, завідувач фінвідділу губернського земства. Повернувшись із Києва в ніч з 1 на 2 травня, він дав розлоге інтерв'ю харківській пресі. 3 травня харківські газети опублікували «Грамоту» гетьмана Скоропадського, згідно з якою відновлювалися в повному обсязі й всі розпорядження колишнього Українського уряду, і скасовувалися розпорядження Тимчасового Уряду. Увечері того ж дня на надзвичайне засідання зібралася міська дума; переважно висловили довіру новообраному гетьманові. З 3 по 9 травня в Харкові багаторазово вводилася комендантська година з обмеженням переміщення по місту, а з 11 травня вводилося обмеження на рух автомобілів. 11 травня в Харківському оперному театрі зібрався губернський з'їзд Союзу хліборобів (політичної партії, яка привела до влади Скоропадського) під керівництвом її харківських перших осіб: князя Голіцина та Сасс-Титовского. Загальні збори хліборобів Харківської губернії висловили свою підтримку «створеної на Україні твердої влади».

## Гетьманський Харків

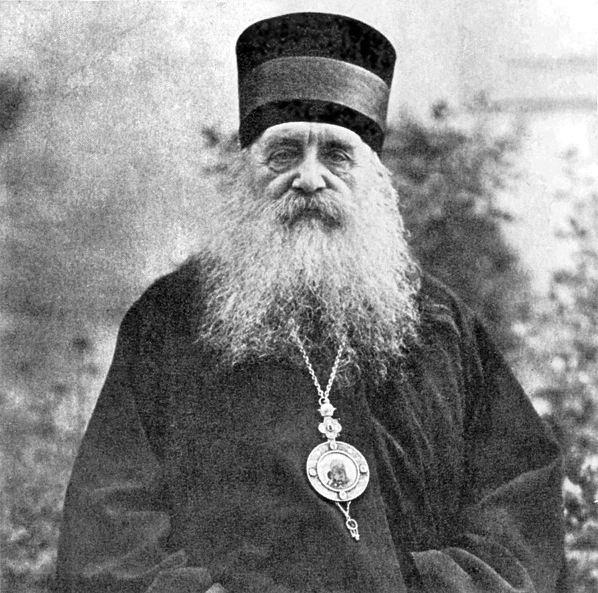
Митрополит Харківський Антоній Храповицький

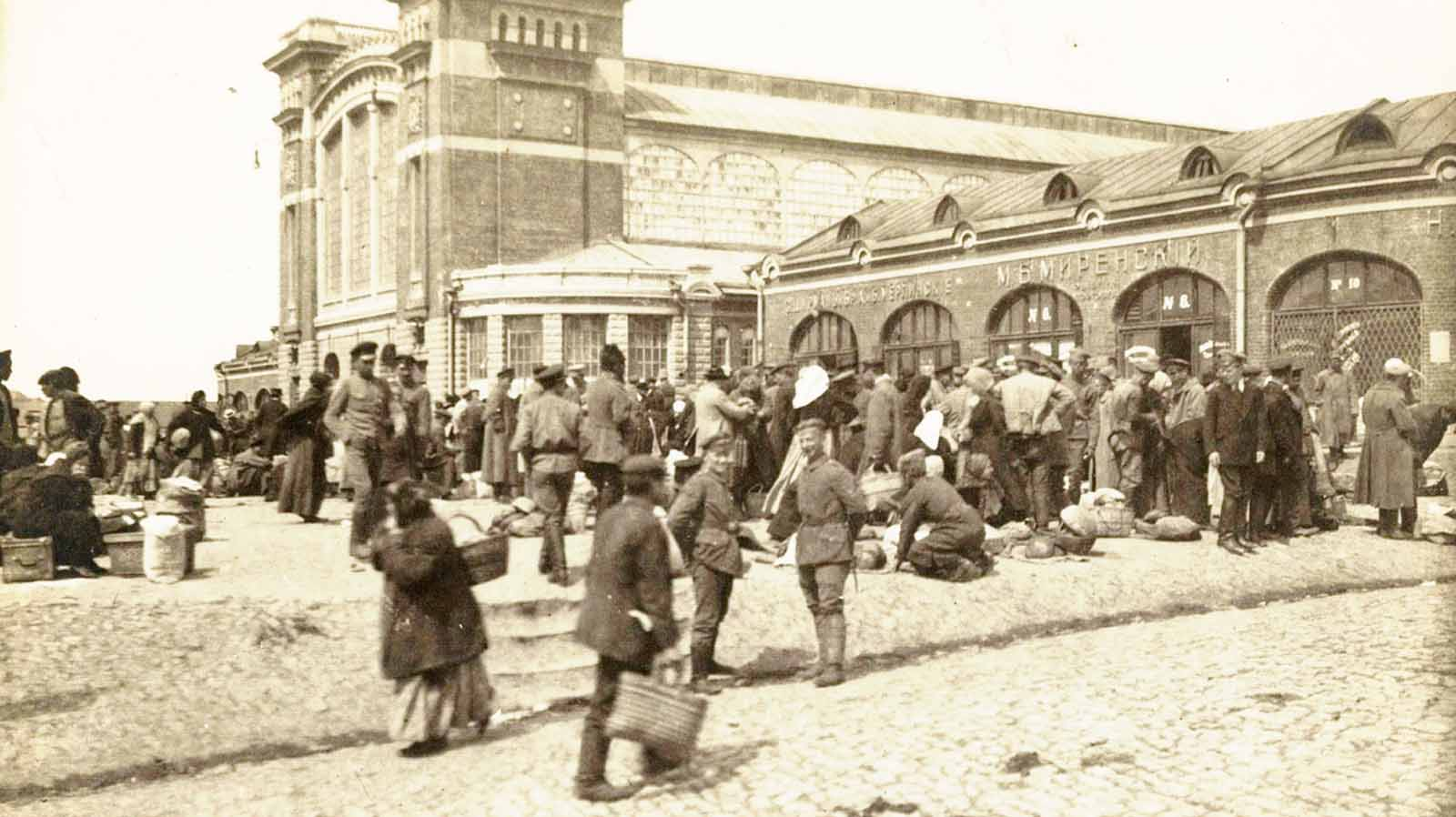
Торгівля на Благовіщенському базарі у 1918 році. Фото німецького військового

Влітку 1918 року в гетьманському Харкові перебувало близько 12 000 офіцерів, існувала сильна офіцерська організація, в «батальйоні» якої складалося близько тисячі осіб. Крім того, були списки ще близько 2 тисяч офіцерів, що мешкали в місті, не втаємничених в організацію, але які вважалися надійними. Схожі, але більш дрібні організації існували в інших містах Харківської губернії.
За гетьманату в Харкові стояв німецький гарнізон. Командувачем німецькими військами в Харкові був генерал Менгельбір. Німецька комендатура розташовувалася у Харкові у будинку Дворянського зібрання, а в Міському парку німецькі військові пасли коней.

Історик Сергій Волков наводить у своїй роботі опис Харкова у травні 1918 року одним із добровольців:
Харків, де в ті дні [травень 1918 року] життя било ключем, був разючим контрастом вмираючої Москві. Впадала у вічі велика кількість офіцерів всіх рангів і всіх родів зброї, що фланують у блискучих формах вулицями і наповнювали кафе і ресторани. Їхня весела безтурботність не тільки дивувала, а й наводила на дуже сумні роздуми.

## Вихід німців із Харкова, ослаблення гетьманської влади
Революція листопада 1918 року в Німеччині вивела німців з Першої світової війни, що призвело до завершення німецької окупації території України. У 10-х числах листопада 1918 року німецькі війська почали залишати Харків. Розрізнені, розкидані по всій Україні, гетьманські сили, залишившись без німецької підтримки, були захоплені зненацька. Одні підрозділи просто розбігалися, інші, розуміючи безнадійність опору, визнавали владу Директорії. Влада в Харкові тимчасово перейшла до корпусу Болбочана.
З 3 січня 1919 року в місті була відновлена Радянська влада (ДКР, з кінця лютого — УСРР), що протрималася до 24 червня 1919 року.